# Phostria plicatalis
Phostria plicatalis là một loài bướm đêm trong họ Crambidae.